# Butyagrus nabonnandii
Butyagrus nabonnandii är en enhjärtbladig växtart som först beskrevs av Prosch., och fick sitt nu gällande namn av Pieter Johannes Vorster. Butyagrus nabonnandii ingår i släktet Butyagrus och familjen Arecaceae. Inga underarter finns listade i Catalogue of Life.